# Имка
Имка — река в России, на северо-востоке полуострова Камчатка. Протекает по территории Олюторского района Камчатского края.
Длина реки — 60 км, площадь бассейна — 889 км².
Берёт истоки у подножия горы Спиральная Пылгинского хребта. В верховье течёт в основном на юго-восток, потом на юго-запад. Впадает в Олюторский залив.
Название в переводе с коряк. Имкаваям — «глубокая река».

## Притоки
Объекты перечислены по порядку от устья к истоку.
- 0,4 км: Хайпаваям;
- 6 км: Майнепаваям, Паваям;
- 9 км: река без названия;
- 14 км: Тейнунгейваям;
- 18 км: река без названия;
- 30 км: река без названия[3].

## Данные водного реестра
По данным государственного водного реестра России относится к Анадыро-Колымскому бассейновому округу.
Код объекта в государственном водном реестре — 19060000212120000005922.